# Arterija
Arterija ali odvodnica je žila, ki vodi kri iz srca v druge organe in tkiva. 
Sestavljajo jo trije sloji:
– notranja žilna plast ali tunica intima, ki je zgrajena iz endotelija in dopušča tok krvi brez trenja,
– srednja žilna plast ali tunica media, ki je zgrajena iz gladkih mišičnih vlaken in omogoča spreminjanje svetilne arterije,
– zunanja žilna plast ali tunica adventitia, ki je zgrajena iz veziva.